# Apeadero Yaros
Apeadero Yaros es una estación de ferrocarril ubicada en el Departamento Concordia, Provincia de Entre Ríos, República Argentina.

## Servicios
Pertenece al Ferrocarril General Urquiza, en el ramal que une las estaciones de Concordia Central, y Federal.

## Ubicación
Se encuentra ubicada entre las estaciones El Redomón y La Querencia.